# Musique du Zimbabwe

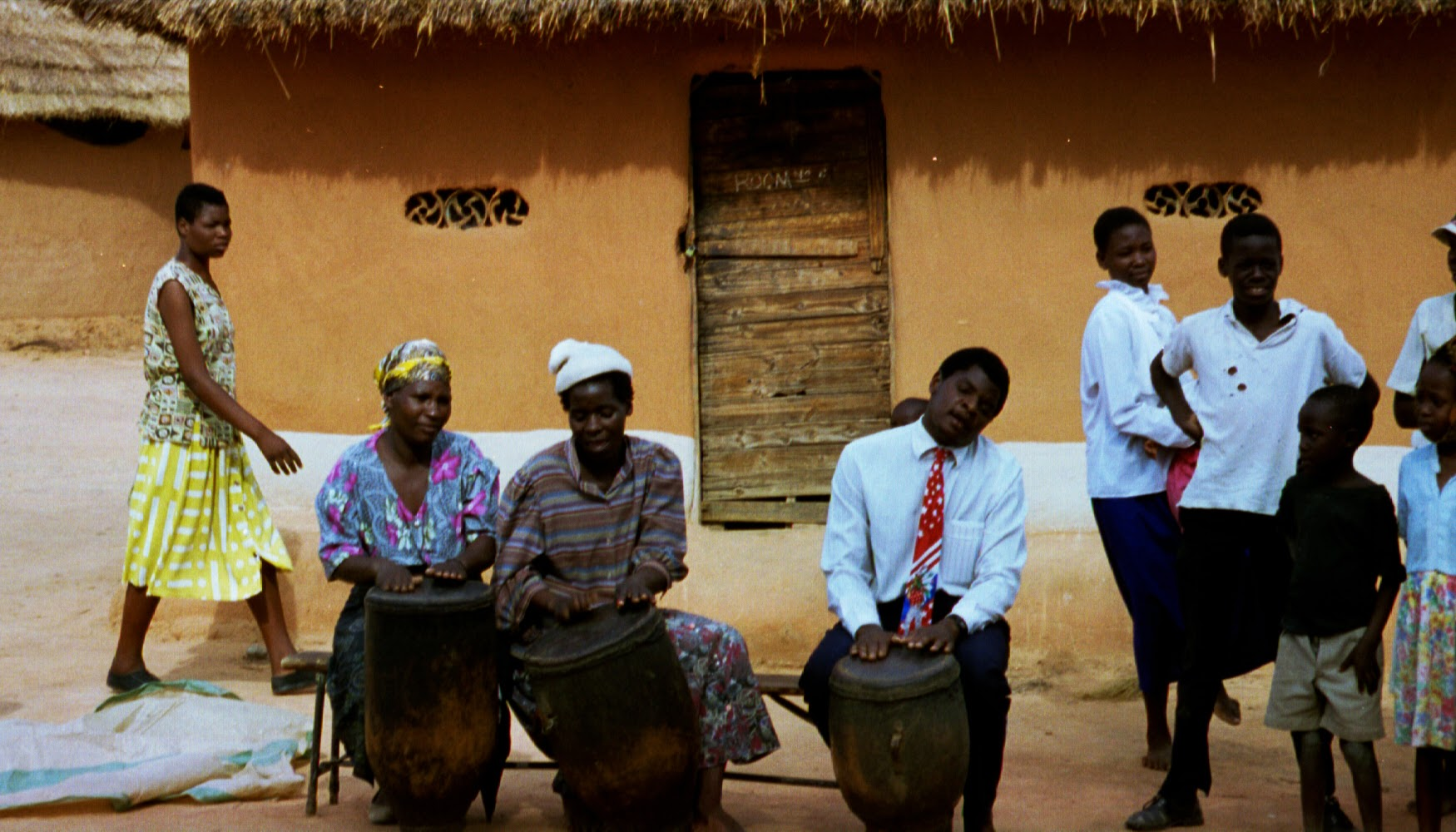
Tambours du Zimbabwe

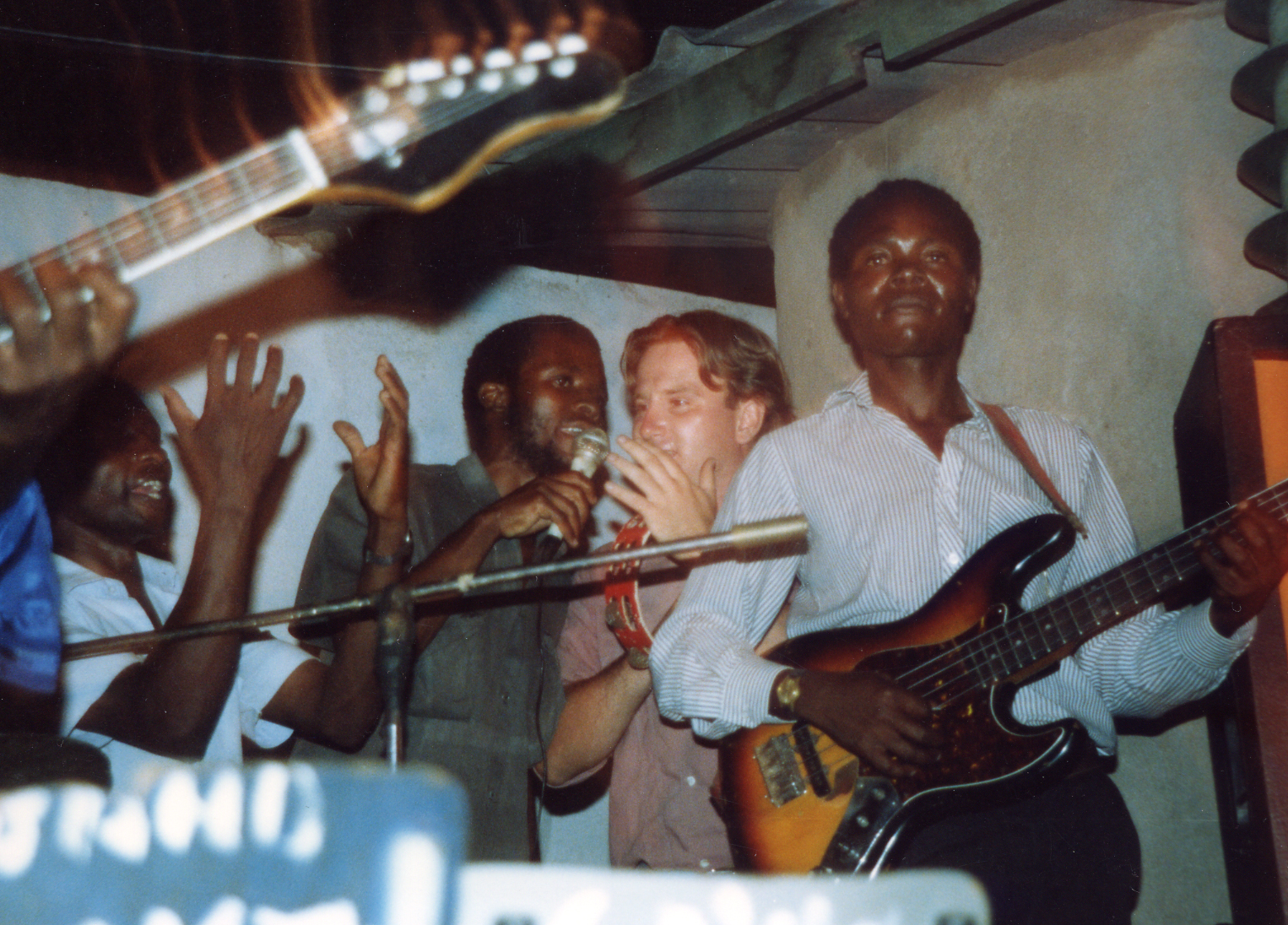
Musiciens de pop music, District de Mberengwa, 2005

La musique zimbabwéenne comprend des styles folk et pop. Une grande partie de la musique folklorique comprend du mbira, des tambours Ngoma et des hosho. La musique a joué un rôle important dans l'histoire du Zimbabwe, depuis un rôle vital dans la cérémonie traditionnelle de Bira utilisée pour appeler les esprits ancestraux, pour protester contre les chansons pendant la lutte pour l'indépendance.
Dans de nombreuses cultures, la musique a la capacité étrange de rapprocher les gens. Pour la communauté Shona du Zimbabwe, c'est ce qui les relie à leur culture et à leur identité individuelle. Leur mode de vie était menacé lorsqu'un vaste mouvement colonialiste a balayé le Zimbabwe. Ce mouvement a forcé le peuple Shona à quitter ses terres ancestrales sacrées, au cœur de sa culture. Cependant, ils se sont battus pour garder leurs traditions et leurs ancêtres avec eux à travers la représentation musicale. La musique a le pouvoir d'influencer le comportement des gens. Il peut évoquer certaines humeurs, sentiments et états d'esprit chez les personnes. C'est un langage universel qui peut connecter les gens à leur passé et diffuser des messages.

## Afro Jazz

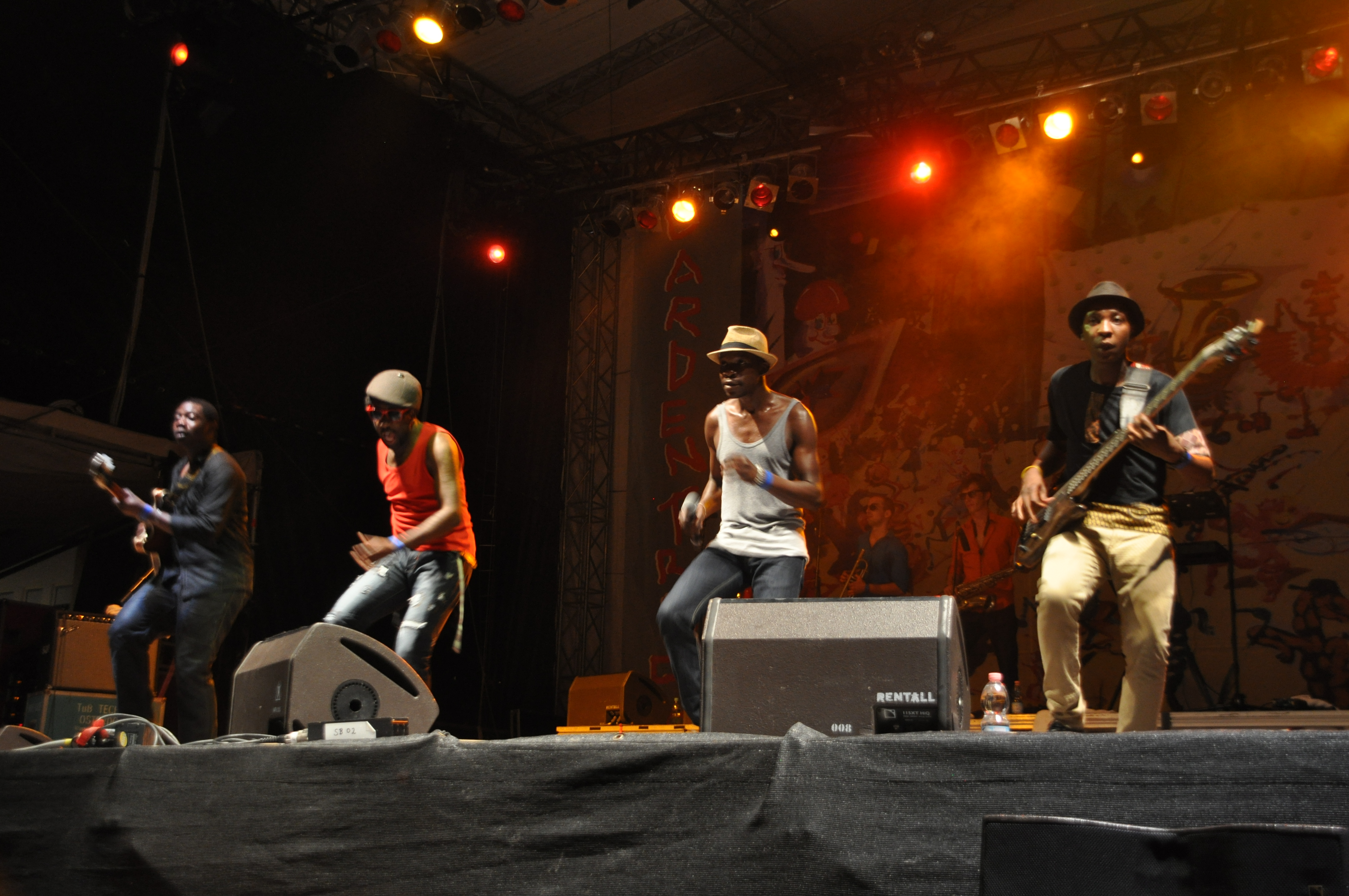
Mokoomba au 38e festival "Bardentreffen" 2013 de Nuremberg

Le jazz Zimbabwéen, également connu sous le nom d'Afro Jazz,s'est développé au XXe siècle. Il a été influencé par des rythmes qui se sont répandus dans la partie sud de l'Afrique, au cours du siècle dernier. On peut également retracer des similitudes avec la musique Kwela, avec des connotations jazzy et un rythme caractéristique du Skiffle. La musique kwela a été influencée par le mélange de la musique des immigrants malawiens en Afrique du Sud, avec les sons sud-africains locaux. À Chichewa, le mot Kwela a une signification très similaire à la signification sud-africaine: "grimper".
La musique a été popularisée en Afrique du Sud, puis importée au Malawi, où des artistes contemporains du Malawi ont également produit de la musique Kwela. L'Afro Jazz est également étroitement lié au Marabi, le nom donné à un  clavier (utilisant souvent des orgues à pédales bon marché) qui a des liens avec le jazz américain, le ragtime et le blues, avec des racines profondes dans la tradition africaine. Dans les années 1940 August Musarurwa (en) a développé cette musique qui perdure  avec son petit-fils, le Prince Kudakwashe Musarurwa (en).

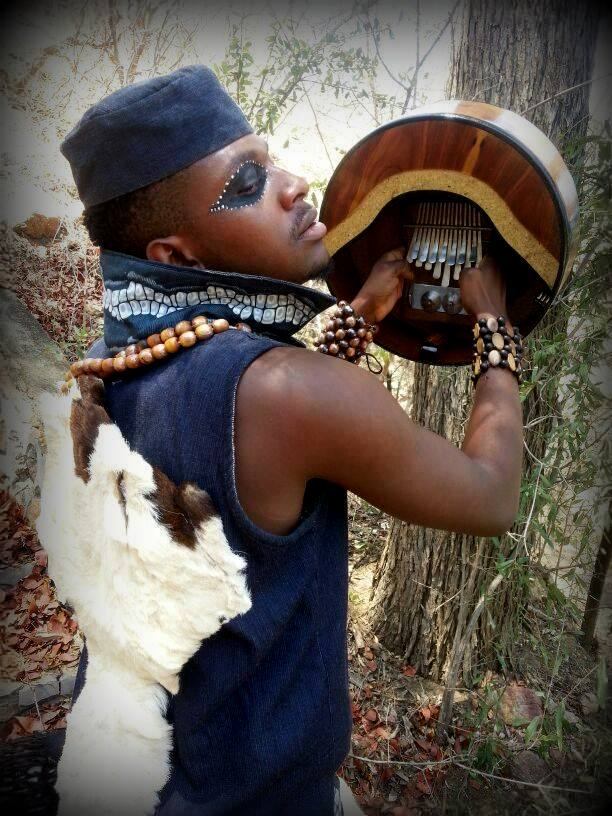
Prince Kudakwashe Musarurwa jouant du Mbira

Le groupe groupe musical Mokoomba, originaire de Victoria Falls, au Zimbabwe est au XXIe siècle l'un des plus représentatifs de l'Afro Jazz . Composé de six membres, le groupe est actuellement signé au label discographique belge Igloo Records.

## Bulawayo
C'est dans la région du sud-ouest du Zimbabwe, y compris la ville de Bulawayo au cœur du Matabeleland, que s'est développée de la musique zimbabwéenne. Le guitariste séminal des années 50, George Sibanda, avait un public à travers l'Afrique, et Dorothy Masuka joua un rôle prépondérant sur la scène jazz sud-africaine. Les artistes les plus populaires du Zimbabwe, avec une touche de  pop Ndebele des années 1980, furent Lovemore Majaivana, Black Umfolosi, Insingizi Majahawodwa Ndlovu, Sandra Ndebele, Lwazi Tshabangu, Kuxxman, Go Boyz, Achuzi, Beate Mangethe, Vusa Mkhaya, Afrika Revenge et Ramadu.

## Gospel
La musique gospel est devenue populaire au Zimbabwe à la fin des années 1980. Jonathan Wutawunashe a été décrit comme "la première vraie star du gospel au Zimbabwe", il fut suivi par Jordan Chataika, Freedom Sengwayo, Mechanic Manyeruke et Brian Sibalo.

## Chansons lyriques
Les paroles des chants du Zimbabwé sont pour la plupart porteurs de leçons moralistes. Oliver Mtukudzi, Simon Chimbetu, Nehoreka Louis Mhlanga, John Chibadura, Steve Makoni, Bhundu Boys en sont les principaux interprètes. Il convient toutefois de noter Thomas Mapfumo, dont la plupart de ses albums sont significatifs d'un "Soulèvement de Libération", "Chimurenga". Dans ce genre il est un autre musicien exceptionnelpar ses paroles frappantes, le défunt System Tazvida des Chazezesa Challengers, notamment axéessur le thème "Love", comme "Anodyiwa Haataure", "Ukarambwa Usachema", "Vanotipedzera Mashoko" et "Dai Hanzvadzi Yairoorwa".

## Chimurenga
La chimurenga ou musique chimurenga, dont le nom évoque les luttes de résistance des Shona et des Ndébélés contre le pouvoir britannique, provient des rythmes traditionnels du peuple Shona qui constitue les trois-quarts de la population du Zimbabwe. Elle est considérée comme une musique de lutte. La musique chimurenga est la version moderne et électrifiée de la musique shona.

## Gospel

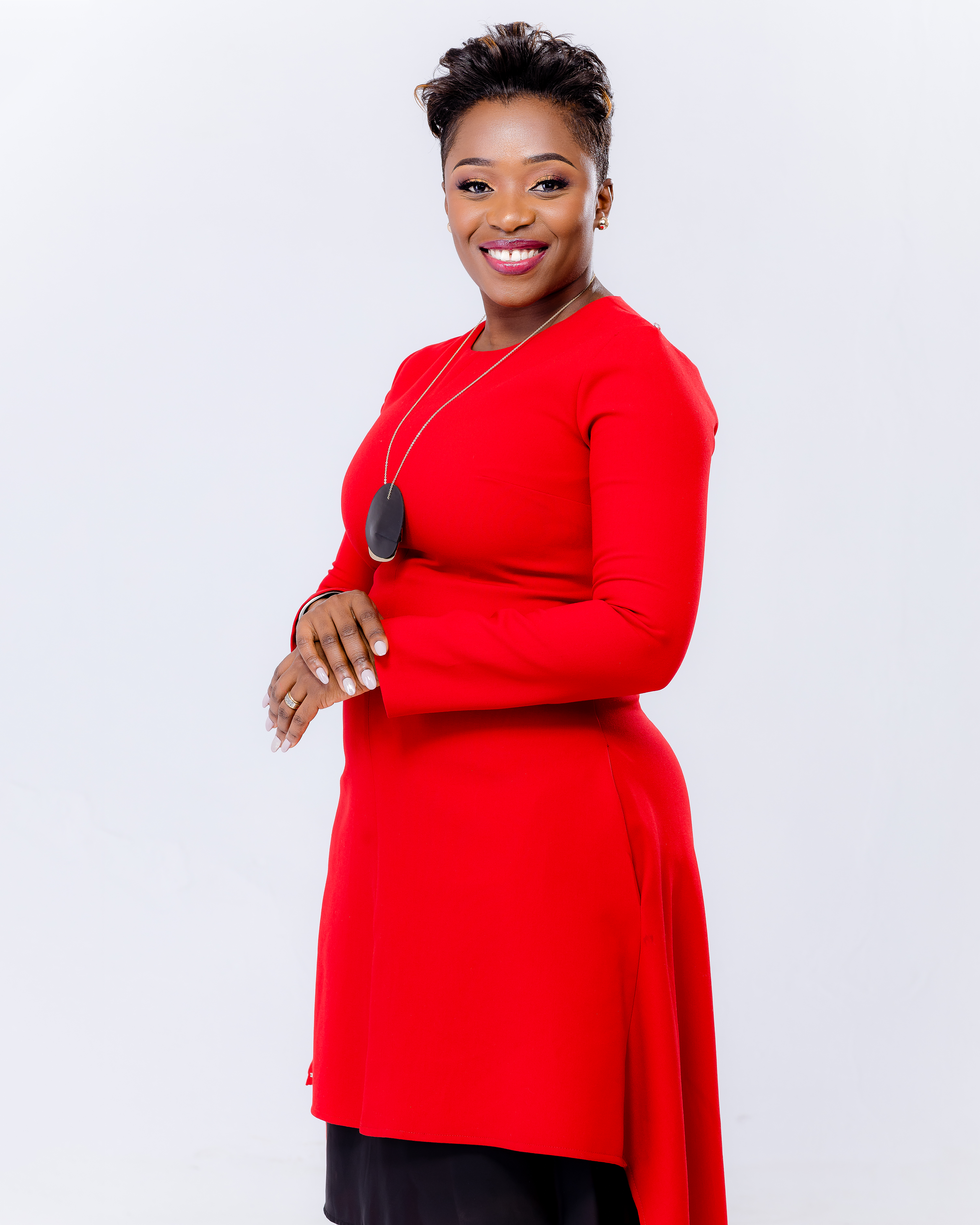
Janet Manyowa

Le gospel est devenu populaire au Zimbabwe à la fin des années 80. Jonathan Wutawunashe a été décrit comme "la première vraie star du gospel au Zimbabwe". Les autres musiciens incluent dans le gospel Janet Manyowa, Jordan Chataika, Freedom Sengwayo, Mechanic Manyeruke et Brian Sibalo. Le début des années 90 a vu l'émergence de nouvelles stars du gospel ainsi les chanteuses Ivy Kombo-Moyo et Carol Mujokoro.
Les artistes gospel qui ont émergé au milieu des années 90 sont Lawrence Haisa, Brother Sam , Elias Musakwa, Rita Shonhiwa, The Gospel Trumpet of the "Rose Of Sharon". Shingisai Suluma est devenu populaire au début du  XXIe siècle. Il fut suivi par de nombreux artistes notamment de Fungisai Zvakavapano - Mashavave, Stanley Gwanzura (Pastor Gee), Kudzai Nyakudya.

## Mbira

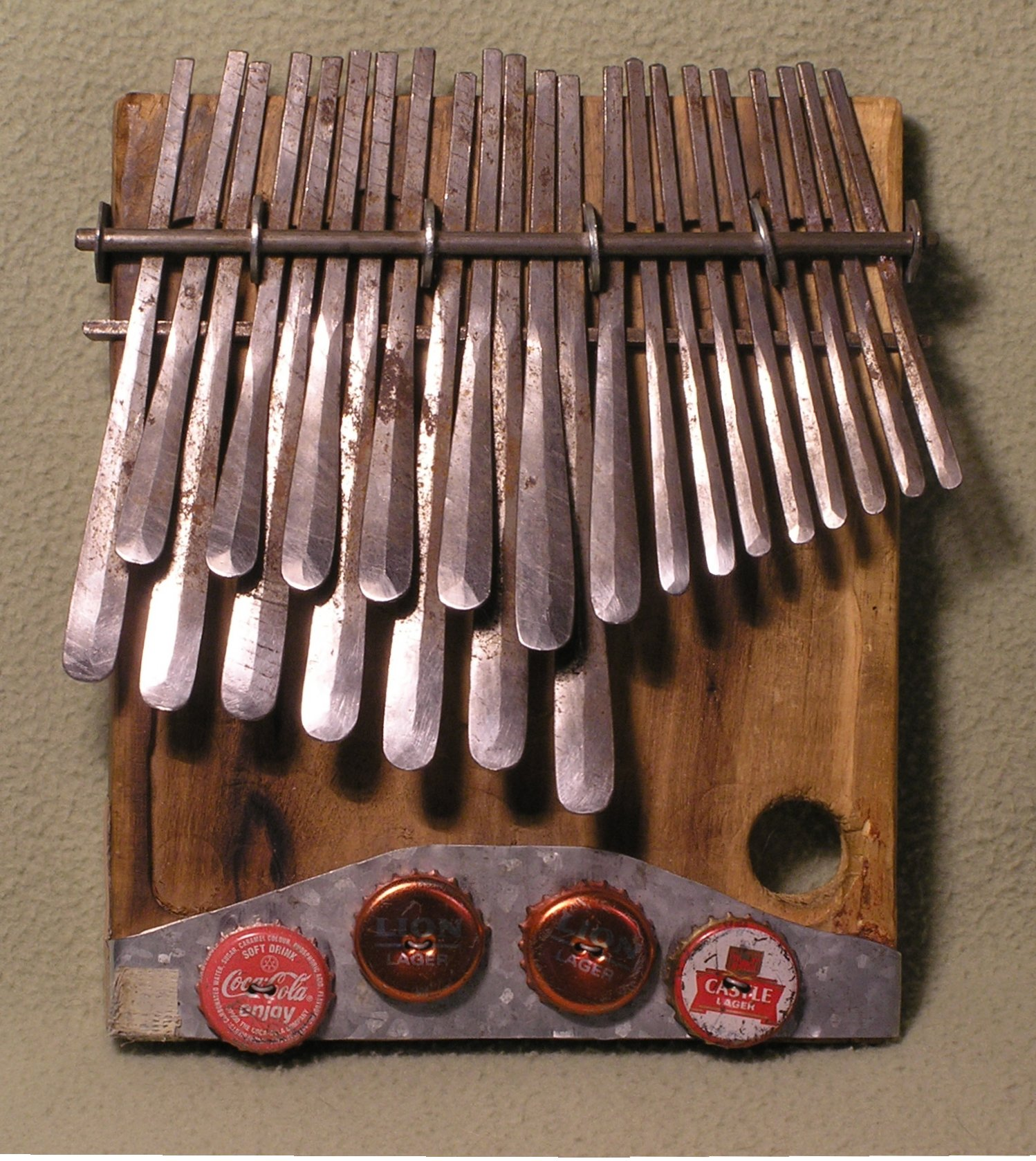
Mbira dzavadzimu

Le mbira est un instrument de musique idiophone d'Afrique subsaharienne ; plus précisément c'est un lamellophone, à l'instar du xylophone, composé d'un support en bois sur lequel sont fixées des lamelles métalliques de formes et tailles variées. Il a de nombreux noms selon les régions et ethnies, en particulier en République démocratique du Congo : likembe, mbila, mbira huru, mbira njari, mbira nyunga nyunga, nhare, matepeand njari, sansu, zanzu, karimbao, marimba, karimba, kalimba, okeme, ubo, sanza, gyilgo. Les colons européens l'ont appelé piano à pouces ou piano à doigts. Il est proche du marimbula des Caraïbes.
Bien que le musicologue Hugh Tracey pensait que le mbira était en voie d'extinction dans les années 1930, l'instrument a été relancé depuis les années 1960 et 1970 et a acquis une renommée internationale à travers la scène musicale mondiale. Certains joueurs de mbira renommés incluent Dumisani Maraire, Ephat Mujuru, Stella Chiweshe, Chartwell Dutiro, Mbuya Dyoko, Cosmas Magaya, Tute Chigamba, Forward Kwenda et Chiwoniso Maraire.

## Oliver Mtukudzic
Oliver « Tuku » Mtukudzi, né le 22 septembre 1952 à Harare et mort le 23 janvier 2019 à Harare, est un chanteur et guitariste zimbabwéen. Il s'agit d'un des artistes contemporains les plus connus du pays. Il rejoint en 1977 le groupe Wagon Wheels, dont fait partie Thomas Mapfumo. Deux ans plus tard, il commence sa carrière solo. Oliver Mtukudzi a commencé à se produire en 1977 lorsqu'il a rejoint les Wagon Wheels, un groupe également interprété par Thomas Mapfumo. Leur single Dzandimomotera a remporté l'or et le premier album de Tuku a suivi, ce qui a également été un succès majeur. Mtukudzi est également un contributeur de Mahube, le "super-groupe" de l'Afrique australe.

## Sungura

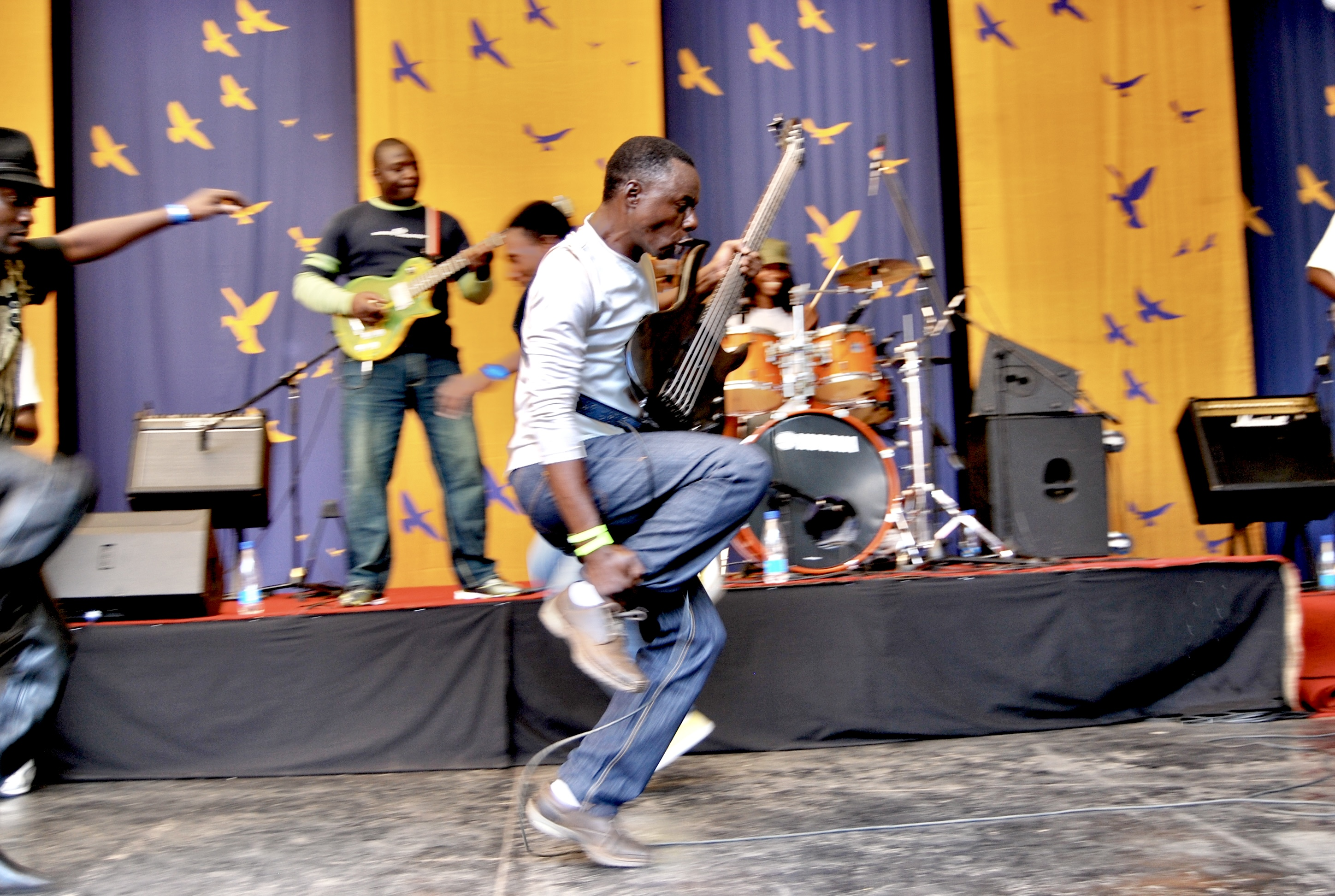
Alick Macheso en 2012

Il existe également de la musique pop au Zimbabwe et dans le monde qui incorpore des instruments indigènes zimbabwéens. Par exemple, le joueur de mbira Chris Berry avec son groupe Panjea a atteint des ventes de disques de platine au Zimbabwe et au Mozambique, jouant un style de musique basé sur des rythmes et des mélodies traditionnelles de mbira, mais incorporant divers autres instruments et styles (comme le hip-hop et le dancehall). Mbira est incorporé dans la musique du duo de hip-hop américain acclamé par la critique Shabazz Palaces par Tendai Maraire (fils du joueur de mbira traditionnel Dumisani Maraire).
C'est le genre local de l'industrie musicale du Zimbabwe. La musique Sungura est devenue populaire au début des années 1980, lancée par le leader Ephraim Joe et son groupe Sungura Boys, qui comptait de nombreux futurs créateurs de succès notables comme membres. Leur rôle comprenait John Chibadura (guitare) Simon Chimbetu (guitare et chant) Naison Chimbetu, Ronnie Chataika, Michael Jambo (batterie), Ephraim Joe (guitare), Moses Marasha (basse), Never Moyo (guitare solo), Bata Sinfirio (rythme) guitare), System Tazvida (guitare et chant, Peter Moyo (guitare et chant).
Les Khiama Boys sont apparus comme les successeurs naturels des Sungura Boys après leur disparition au milieu des années quatre-vingt. Les membres incluraient System Tazvida (guitare rythmique), Nicholas Zacharia (guitare solo), Alick Macheso (basse), Silas Chakanyuka (batterie) et Zacharia Zakaria (guitare Sub Rhythm). Un grand nombre de ces artistes ont poursuivi une carrière réussie avec leurs propres groupes tandis que Nicholas Zacharia est resté à la tête du groupe et est toujours actif en 2008.
Alick Macheso en spectacle en 2012
James Chimombe, dont les ballades romantiques et la mélodie influente de la guitare sungura (composée de plomb, de rythme et de basse), en ont fait un favori à la fin des années 1980.
Les années 1990 étaient dominées par des musiciens comme Leonard Dembo, les effervescents Khiama Boys, le vétéran Simon Chimbetu et les artistes à venir Alick Macheso, Tongai Moyo et Somadhla Ndebele. La star de la décennie était Leonard Zhakata, dont le projet musical était un spin-off de la double pièce [clarification nécessaire] Maungwe Brothers, un acte dirigé par Zhakata et son cousin Thomas Makion. La décennie 2000 à nos jours a été caractérisée par une lutte pour la couronne de la royauté de Sungura entre les deux plus grands musiciens de Sungura de la décennie, Alick Macheso et Tongai Moyo. Ayant dominé les ventes, les tournées et les concerts, le chahut et le contre-chahut par les artistes lors de spectacles et dans certains documents enregistrés est une preuve solide que la querelle actuelle est loin d'être terminée. Parmi les autres artistes à venir au cours de cette décennie, on compte Joseph Garakara, Gift Amuli, Howard Pinjisi et Daiton Somanje. Et récemment, Alick Macheso est devenu populaire avec son beurre de danse zoraaa.
System Tazvida, Simon Chimbetu, John Chibadura, Leonard Dembo et Thomas Makion sont tous morts.

## Jt-jive
Le jit-jive (également connu sous le nom de Jit ou jiti) est une musique propre  à la ville de Harare, la capitale du Zimbabwe. Il se présente comme un rythme rapide joué à la batterie et accompagné d'une guitare. Dans le nord-est du Zimbabwe à Murewa, le jit-jive  est plus connu sous le nom du jazz "Pfonda", il a été popularisé dans les années 1980, notamment avec les groupes:
- "Chazezesa Challengers" un groupe de musique zimbabwéen de Sungura formé en 1993 sous la direction de feu  Funuel Nyasha Tazvida, plus connu sous le nom de "System Tazvida", de Chitungwiza
- "The Four Brothers". Les (Quatre frères) est le surnom donné aux solistes de la section d'anches de l'orchestre de Woody Herman (de 1947 à 1949) : les saxophonistes ténor Stan Getz, Zoot Sims, Herbie Steward puis Al Cohn et le baryton Serge Chaloff. On nomma cet orchestre The Second Herd.
- Les "Bhundu Boys"[7]. dirigés par feu Biggy Tembo "Mhosva Marasha", qui fut enregistré par Gramma Records[8].

## Urban Grooves
Arrivé sur la scène musicale à la fin des années 1990 et au début des années 2000, Urban Grooves aborde le rap américain, le hip hop, le R&B, la soul et d'autres genres musicaux internationaux, souvent mêlés à la musique traditionnelle zimbabwéenne. Ce sont les artistes Sanii Makhalima, Roy et Royce, David Chifunyise, Leonard Mapfumo, Roki, Stach, Betty Makaya, Extra Large, Maskiri, Kactus et Nehoreka qui ont jeté les bases de ce nouveau genre, rapidement conquit par une deuxième génération d'artistes tels qu'Alexio Kawara, Drum Dada, Q Montana, Mokoomba et Nehoreka est apparue plus récemment.

## Zimdancehall
Zimdancehall est un terme utilisé pour la musique zimbabwéenne influencée par la musique jamaïcaine Dancehall. Beaucoup de débats tournent autour de la question de savoir qui a créé Zimdancehall dans le pays. Les noms notables dans le genre sont Souja Luv, Killer T, Enzo Ishall, Jah Signal, Winky D, Ras Caleb, Kinna, Chillspot records, Seh Calaz, freeman, Boss Pumacol, Uncle Epaton.